# Berufliche Schule William Lindley (G2)
Die ehemalige Berufliche Schule William Lindley (G2) war eine Gewerbeschule für Installationstechnik im Hamburger Stadtteil Eimsbüttel. Sie fusionierte per 1. August 2016 mit der Staatlichen Gewerbeschule Metalltechnik mit Technischem Gymnasium (G17) zur Beruflichen Schule Anlagen- und Konstruktionstechnik am Inselpark (BS13). Die BS 13 umfasst neben der Berufsschule und der dualisierten Ausbildungsvorbereitung auch eine Berufsvorbereitungsschule für Schülerinnen und Schüler mit besonderem Förderbedarf, eine Fachoberschule Technik und ein Technisches Gymnasium.
Im Zuge des Fusionsprozesses hat die Berufliche Schule William Lindley ihr historisches Schulgebäude in der Bundesstraße 58 verlassen und ist im Schuljahr 2018/19 vollständig in den Stadtteil Wilhelmsburg (Wilhelmsburger Inselpark) umgezogen. Ein entscheidender Grund für die Aufgabe des Schulstandorts in Eimsbüttel war, dass erforderliche Umbauten in dem denkmalgeschützten Gebäude nicht möglich waren. Mit dem Umzug der vormaligen Gewerbeschule G2 nach Wilhelmsburg gingen 80 Jahre Installateurausbildung Gas-Wasser in Eimsbüttel zu Ende.
Der zweite Standort der Beruflichen Schule William Lindley in Eimsbüttel war das für die dualisierte Ausbildungsvorbereitung genutzte „Fröbelhaus“ in der Bundesstraße 41. Dieses ebenfalls historische Gebäude wurde bereits im Sommer 2018 abgegeben. Das 1890 vom Fröbelverein erbaute Gebäude war 1923 als „Fröbelseminar“ verstaatlicht worden. Anschließend diente das im Jahr 1926 erweiterte und umgebaute Fröbelhaus zur Ausbildung von Kindergärtnerinnen. Bis 1963 wurden dort auf Fachschulniveau Erzieherinnen und bis 1967 „Jugendleiterinnen“ bzw. Sozialpädagogen ausgebildet. Seit dem Schuljahr 2018/19 wurde dieses Gebäude zunächst von der Staatlichen Fachschule für Sozialpädagogik Altona (BS 21) und anschließend als Übergangsgebäude des Gymnasiums Rotherbaum genutzt.

## Geschichte
Die Schule wurde am 1. Juli 1906 als „Klempnerfachschule“ inklusive verwandter Gewerbe mit etwa 100 Schülern am Holstenwall eingerichtet. Zu Beginn der 1920er Jahre zog die Schule in die Michaelisstraße 11, wo sie bald darauf eine Lehrwerkstatt erhielt.
Unter den Nationalsozialisten folgte 1937 ein weiterer Umzug. Das neue Schulgebäude in der Bundesstraße 58 war 1909 fertiggestellt worden. Zunächst hatte es über viele Jahre das 1907 gegründete „Heinrich Hertz Realgymnasium“ beheimatet, das viele jüdische Schüler hatte. Im Zuge der Verfolgung der Juden in Nazi-Deutschland nahmen die Schülerzahlen sehr stark ab, und das Gymnasium musste schließlich der Gewerbeschule Platz machen, die zu dieser Zeit etwa 2300 Schüler hatte. Seit den späten 1930er Jahren wurde das Schulgebäude in der Bundesstraße 58 als Berufsschule genutzt. Seitdem durchliefen alle in Hamburg ausgebildeten Gas-Wasser-Installateure (Klempner) dort ihre Ausbildung. Heute nennt sich der Beruf Anlagenmechaniker für Sanitär-, Heizungs- und Klimatechnik (SHK).
Im Jahr 2006 feierte die G2 ihr einhundertjähriges Jubiläum. Zum 1. Mai 2012 wurde die Schule nach dem britischen Ingenieur Sir William Lindley (1808–1900) benannt. Im November 2012 fand die Umbenennungsfeier statt, auf der Senator Ties Rabe ein Grußwort sprach.

## Gebäude
Das Schulgebäude in der Bundesstraße 58 wurde 1908/1909 nach Entwürfen des Architekten Albert Erbe erbaut.